# Bis(trimethylsilyl)amid lithný
Bis(trimethylsilyl)amid lithný (zkráceně LiHMDS) je lithiovaná organická sloučenina křemíku se vzorcem LiN[Si(CH3)3]2. Používá se jako nenukleofilní zásada a jako ligand. Podobně jako mnoho dalších organolithných sloučenin se shlukuje a vytváří za nepřítomnosti koordinujících látek cyklický trimer.

## Příprava
LiHMDS se dá zakoupit, ovšem také jej lze připravit deprotonací bis(trimethylsilyl)aminu n-butyllithiem.
HN[Si(CH3)3]2 + C4H9Li → LiN[Si(CH3)3]2 + C4H10
Přečištění lze provést sublimací nebo destilací.

## Struktura
Podobně jako řada jiných organolithných sloučenin může bis(trimethylsilyl)amid lithný v roztocích tvořit shluky; jejich velikost závisí na použitém rozpouštědle. V koordinujících rozpouštědlech, jako jsou ethery a amidy převažuje monomerní a dimerní forma, ve kterých se váže jedna nebo dvě molekuly rozpouštědla na kovové centrum. Při přidání amoniaku vytváří trisolvatovaný monomer, který je stabilizován mezimolekulovými vodíkovými vazbami. V nekoordinujících rozpouštědlech, například pentanu a aromatických uhlovodících, vznikají oligomery, například trimer. V pevném skupenství má bis(trimethylsilyl)amid lithný trimerní strukturu.
|                      |  |                                                      |  |                                       |
| Adukt LiHMDS a TMEDA |  | dimer solvatovaný v tetrahydrofuranu: (LiHMDS)2•THF2 |  | Trimer v pevném skupenství: (LiHMDS)3 |

## Reakce a použití

### Jako zásada
LiHMDS se často používá v organické chemii jako silná nenukleofilní zásada. Jeho konjugovaná kyselina má pKa 26, je tak slabší zásadou než jiné organolithné sloučeniny (například u diisopropylamidu lithného je pKa konjugované kyseliny kolem 36), má ovšem silnější sterické působení a tak je mnohem slabším nukleofilem. Lze z něj připravit řadu dalších sloučenin, jako jsou acetylidy a enolátů.
Díky tomu se používá při řadě reakcí v organické syntéze, nejčastěji při tvorbě vazeb uhlík-uhlík, jako jsou smíšené Claisenovy kondenzace.
Při alternativní syntéze tetranitridu tetrasíry se používá {[(CH3)3Si]2N}2S jako prekurzor vazeb S–N. {[(CH3)3Si]2N}2S se připravuje reakcí bis(trimethylsilyl)amidu lithného s chloridem sirnatým.
2 [(CH3)3Si]2NLi + SCl2 → [((CH3)3Si)2N]2S + 2 LiCl
[((CH3)3Si)2N]2S reaguje se směsí SCL2 a SO2Cl2 za vzniku S4N4, trimethylsilylchloridu a oxidu siřičitého:
2[((CH3)3Si)2N]2S + 2SCl2 + 2SO2Cl2 → S4N4 + 8 (CH3)3SiCl + 2SO2

### Jako ligand
LiHMDS může reagovat s halogenidy kovů za tvorby bis(trimethylsilyl)amidovým komplexů:
MXx + x Li(hmds) → M(hmds)x + x LiX
(X může být Cl, Br a I a někdy také F)
Tyto komplexy jsou v důsledku vlastností ligandu lipofilní a tak rozpustné v řadě nepolárních rozpouštědelm diky čemuž jsou často reaktivnější než samotné halogenidy kovů, které se rozpouštějí obtížně. Kvůli výrazným sterickým efektům jsou tyto komplexy monomerní, což vede k dalšímu navýšení reaktivity. Díky zásadité funkční skupině mohou reagovat s běžnými prekurzory ligandů a tak se používají k přípravě složitějších komplexních sloučenin.